# Пассера, Жан
Жан Пассера (1534—1602) — французский политический поэт-сатирик, гуманист XVI века.

## Биография
Учился в университете Парижа. Затем, по некоторым данным, изучал право в университете Буржа под руководством Жака Кюжа.
Позже, преподавал в Collège du Plessis, с 1572 года профессор латыни, занимал кафедру красноречия (ораторского искусства) в Коллеж де Франс.
Писал на французском и латинском языках. Один из авторов «Менипповой сатиры» (1594), коллективного политического стихотворно-прозаического памфлета нескольких авторов, поэтов и учёных XVI века против Лиги. Поводом к его созданию стал созыв Генеральных штатов 26 января 1593 года (фр. États généraux de 1593) герцогом Майеннским, главой враждебных Генриху IV сил, для избрания короля-католика. Произведение было закончено в 1593 году и некоторое время распространялось тайно в рукописном виде, в 1594 году было напечатано Жаме Меттеером (фр. Jamet Mettayer). По мнению Сент-Бёва: «Жан Пассера, один из авторов „Менипповой сатиры“, был единственным поэтом, который до Беранже пытался придать куплету — четверостишию на политические темы — подлинное литературное совершенство».
Написал комментарии к поэтическим текстам Катулла, Тибулла, Проперция. Автор нескольких других работ на латинском языке, в том числе двухтомника Kalendae januariae et varia quaedam poemata, опубликованного в 1606 году.
К концу жизни ослеп. Умер в Париже 14 сентября 1602 года.

## Избранные произведения
- À la lune
- J’ai perdu ma tourterelle
- Ode du premier jour de mai
- Sur un mai
- De literarum, philosophie